# Bryoptera phileas
Bryoptera phileas är en fjärilsart som beskrevs av William Schaus 1927. Bryoptera phileas ingår i släktet Bryoptera och familjen mätare. Inga underarter finns listade i Catalogue of Life.